# Lois Smith
Lois Smith (ur. 3 listopada 1930) – amerykańska aktorka filmowa i telewizyjna.

## Filmografia

### Seriale
- 1948: Studio One jako Barbara Sparling
- 1955: Matinee Theatre
- 1968: Tylko jedno życie jako Betsy Cramer
- 1994: Ostry dyżur jako Gracie
- 2003: Dowody zbrodni jako Frannie
- 2008: Czysta krew jako Adele Stackhouse
- 2010: Gotowe na wszystko jako Allison Scavo

### Filmy
- 1955: Dziwna dama w mieście jako Spurs O’Brien
- 1955: Na wschód od Edenu jako Anne
- 1970: Pięć łatwych utworów jako Partita Dupea
- 1984: Buntownik z Eberton jako pani Prescott
- 1991: Zamienione przy urodzeniu jako Margaret
- 1993: Upadek jako matka Williama
- 2002: Raport mniejszości jako dr Iris Hineman
- 2007: Pod prąd jako Abigail
- 2012: Niezwykłe życie Timothy Greena jako Ciotka Mel
- 2017: Lady Bird jako siostra Sarah Joan

## Nagrody i nominacje
Została uhonorowana nagrodą Specjalną i nagrodą NSFC, a także otrzymała nominację do nagrody Aktor i nagrody Gotham.